# Wide Area Information Server
Wide Area Information Servers (WAIS) は分散型テキスト情報検索システムのひとつで、通信プロトコル標準ANSI Z39.50により遠隔サーバ上にあるデータベースを検索できる。データベースサーバはネットワーク上のどこに存在するかを問わずアクセスして利用できる。
WAISによる情報検索システムは、クライアント・サーバモデルに沿ったモデルにより、インターネット上に広く展開された。

## 歴史
WAISプロトコルおよびサーバはまず、シンキングマシンズ社により普及が進められた。シンキングマシンズは自社製品のCM-1,CM-5スーパーコンピュータ上で動くWAISサーバを作成した。WAISクライアントは各種OS用のものが作られ、Windows、Macintosh、UNIX上で動作するものが存在した。
1990年代前半のWorld Wide Webの普及と、シンキングマシンズの1995年の倒産にともない、WAISシステムの貧弱なインタフェースから、Webベースの検索エンジンへと移行が進んでいった。今日のインターネット上ではWAISサーバはまず見られないものとなっている。
WAIS開発者の一人にブリュースター・ケールがいる。ケールはシンキングマシンズを離れ、カリフォルニア州メンローパークでブルース・ギリアットとともにWAIS社を立ち上げた。1995年5月にWAIS社をAOLに1500万ドルで売却すると、ケールとギリアットはインターネットアーカイブを設立し、アレクサ・インターネットを創業した。

## WAISとGopher
WAISはGopherサーバの全文検索エンジンとしての利用もよく見られた。